# 도러시 호지킨
도러시 호지킨(영어: Dorothy Hodgkin, OM, FRS, 1910년 5월 12일 ~ 1994년 7월 29일)은 영국의 생화학자이다. 단백질결정학의 발전에 기여한 것으로 유명하다. 결혼 전 성은 크로풋(Crowfoot)으로, 이 성을 쓴 이름으로 한동안 저술활동을 하였다.
1945년 언스트 체인과 에드워드 에이브러햄이 추측했던 페니실린 구조의 입증, 그 후 1954년 비타민 B12 구조를 밝혀낸 공로로 1964년에 세 번째 여성 노벨 화학상 수상자가 되었다.
35년간의 연구 결과, 1969년에 호지킨은 인슐린의 구조를 해독할 수 있었다. 그 당시 엑스선결정학이 널리 사용되었고 여러 생체 분자 구조를 밝히는 데 핵심을 담당했다. 생체 분자에서 구조에 대한 지식은 기능을 이해하는 데 결정적인 역할을 한다. 호지킨은 생체 분자 엑스선결정학 연구의 선구적인 과학자 중의 한 명이다.
결혼 전 성에 따른 이름 도러시 크로풋(Dorothy Crowfoot)으로 저술을 하다가, 1949년 생화학자 한스 클라크(Hans Thacher Clarke)의 비서에게 설득되어 《페니실린 화학》의 한 챕터에 결혼 후 이름을 사용하기 시작했다. 그 후로는 도러시 메리 호지킨(Dorothy Mary Hodgkin)이라는 이름으로 글을 썼다.

## 유년기
도러시 메리 크로풋은 1910년 5월 12일 이집트의 카이로에서 태어났다. 아버지 존 윈터 크로풋(1873-1959)은 고고학자이자 고전학자였고 어머니 그레이스 메리 크로풋(1877-1957)은 고고학자이자 고대 이집트 직물 분야의 전문가였다. 호지킨은 이집트에 있는 영국인 국외자 커뮤니티에 살았으며, 매년 단 몇 달 간만 영국으로 돌아왔다. 호지킨이 4살이었을 때, 영국에 머무는 동안 제1차 세계 대전이 일어났다. 그녀의 부모는 이집트로 돌아갔고, 호지킨은 전쟁이 끝날 때까지 친척들에게 맡겨졌다. 전쟁이 끝나고 그녀의 어머니가 영국으로 와서 머무는 1년의 기간이 인생에서 가장 행복한 시간이었다고 후에 호지킨은 회고했다.
1921년 베클스(Beccles)에 있는 존 레먼 경 그래머 스쿨(Sir John Reman Grammar School)에 입학했다. 호지킨의 아버지와 어머니가 매년 여름 영국을 방문하기는 했지만, 단 한 번 그녀가 열 세살이었을 때 장기간 이집트에서 부모와 함께 지낼 수 있었다.

## 교육과 연구
호지킨은 아주 어렸을 때부터 화학에 관심을 보였고, 그녀의 어머니는 그 관심을 과학 전반으로 발전시키도록 이끌었다. 공립학교에 다니면서 라틴어와 심도깊은 과학 주제를 공부하지 못했지만, 옥스퍼드 대학교에 진학하기 위해 개인 교습을 받았다. 18살에 옥스퍼드 대학교 서머빌 칼리지에서 화학을 공부하기 시작했다.

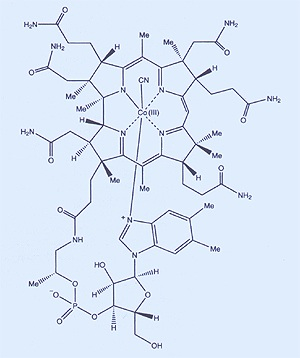
호지킨에 의해 밝혀진 비타민 B_{12}의 분자 구조

호지킨은 케임브리지 대학교에서 존 데스먼드 버널(John Desmond Bernal)의 지도로 박사과정을 밟으면서 단백질 구조를 밝히는 엑스선결정학의 잠재력을 알아차리게 되었고, 지도교수와 함께 최초로 엑스선결정학을 이용해서 생물제제 물질인 펩신을 분석했다.
1933년 옥스퍼드 대학교 서머빌 칼리지에서 연구 펠로쉽을 받고, 1934년 옥스퍼드 대학교로 돌아갔다. 1936년부터 1977년까지 화학과에서 튜터로서 가르쳤다. 1940년대에 그녀가 가르친 학생 중에는 마거릿 로버츠, 즉 마거릿 대처가 있었다. 1980년 영국 수상이 된 대처는 호지킨의 초상화를 집무실 벽에 걸어 놓았다.
1953년 4월에 호지킨은 시드니 브레너, 잭 D. 더니츠(Jack D. Dunitz), 레슬리 오겔(Leslie Orgel), 베릴 M. 오턴(Beryl M. Oughton)과 함께 옥스퍼드에서 케임브리지로 여행을 하였는데, 로절린드 프랭클린에 의해 축적된 데이터에 기반을 두고 프랜시스 크릭, 제임스 D. 왓슨에 의해 구축된 DNA 이중 나선 구조 모형을 최초로 보기 위해서였다. 오턴에 의하면, 호지킨이 케임브리지로 DNA 구조 모형을 보기 위해 떠나야 한다고 말하자 마자 그들은 두 대의 차에 나눠 타고 모두 함께 여행을 떠났다고 한다.
1960년, 호지킨은 왕립학회 울프슨 연구교수로 임명되어 1970년까지 역임하였다. 학회는 그녀가 옥스퍼드 대학교에서 일을 계속할 수 있도록 연봉, 연구비, 연구조교를 제공했다.

## 서훈
- 1965년 메리트 훈장(OM)[2]